# Liste des orgues de Paris classés dans la base Palissy des monuments historiques

## Méthodologie
Cette liste prend en compte les orgues de Paris classés uniquement, au titre objet ou immeuble, que ce soit pour leur buffet ou leur partie instrumentale et répertoriés dans la base Palissy des Monuments historiques de France. La section Reprises recense les modifications les plus importantes. Dans certains cas le classement du buffet intègre également la tribune. À défaut de précision, le classement est réputé acquis au titre objet (cas le plus fréquent) mais les initiales I.D. signifient au titre Immeuble par Destination et I. au titre Immeuble.

## Liste

### 1erarrondissement
| Localisation                | Construction | Reprises                                                  | Buffet                                                            | Instrument           | Illustration |
| --------------------------- | --- | --------------------------------------------------------- | ----------------------------------------------------------------- | -------------------- | ------------ |
| St Germain-l'Auxerrois      | buffet Lavergne pour la Ste Chapelle 1757, François-Henri Clicquot 1771, transféré Claude-François Clicquot & Pierre-François Dallery 1791 | Restaurations: Pierre-François Dallery 1841, Merklin 1864 | Notice no PM75000113                                              | Notice no PM75000185 |              |
| St-Leu-St-Gilles            | Centre grand-corps Nicolas Rimbert 1658 pour orgue Guy Jolly 1659, reconstruit F.H. Clicquot 1788                                          | Transformé Louis Suret 1855, restauré Charles Mutin 1912  | Notice no PM75004212                                              | Notice no PM75000222 |              |
| Saint-Roch orgue de tribune | Louis Alexandre Clicquot 1752, F.H.Clicquot 1769, reconstitué P.François Dallery 1826, transformé A.Cavaillé-Coll1839 & 1858               | Restauré Jean Renaud 1991                                 | Notice no PM75000298 Claude Françin sculpteur, Cornille menuisier | Notice no PM75000352 |              |
| Saint-Roch orgue de chœur   | buffet Cor 1845 pour orgue Cavaillé-Coll père & fils                                                                                       | Révisé Charles Mutin 1913                                 | Notice no PM75000307                                              |                      |              |

### 2earrondissement
| Localisation                       | Construction                | Reprises                                                                                   | Buffet                                       | Instrument | Illustration |
| ---------------------------------- | --------------------------- | ------------------------------------------------------------------------------------------ | -------------------------------------------- | ---------- | ------------ |
| Basilique Notre-Dame-des-Victoires | François Henri Lesclop 1739 | Transformation Charles Barker 1870, reconstruction Alfred Kern 1973 esthétique néo-baroque | Notice no PM75000502 menuisier Louis Régnier |            |              |

### 3earrondissement
| Localisation                                                                                      | Construction                                        | Reprises                                                                                | Buffet                                                                                              | Instrument           | Illustration |
| ------------------------------------------------------------------------------------------------- | --------------------------------------------------- | --------------------------------------------------------------------------------------- | --------------------------------------------------------------------------------------------------- | -------------------- | ------------ |
| Ste Élisabeth-de-Hongrie                                                                          | Louis Suret 1853                                    | restaurations: 1941 & 1955 Gustchenritter, Michel Giroud 1994                           | Notice no PM75000572                                                                                | Notice no PM75000575 |              |
| St Nicolas-des-Champs                                                                             | Reconstruction François-Henri Clicquot 1773         | restauration Victor Gonzalez 1930                                                       | Notice no PM75000621 Guillaume Noyer pour orgue de Crespin Carlier 1632, Borel1773                  | Notice no PM75000667 |              |
| Cathédrale Sainte-Croix-Saint-Jean (Église catholique arménienne, Éparchie Sainte-Croix-de-Paris) | Cavaillé-Coll Père & Fils pour l'exposition de 1844 | restaurations Koenig 1926, Beuchet-Debierre 1956                                        | Notice no PM75000587 Liénard sculpteur, Louis-Parfait Merlieux menuisier sur des dessins de Baltard | Notice no PM75000612 |              |
| St Denys-du-Saint-Sacrement                                                                       | Daublaine-Callinet 1839                             | Reconstruction A.Cavaillé-Coll 1867, restaurations Gutschenritter 1970, Dargassies 2008 | Notice no PM75000530 sculpteurs: Vignault, Terrail & Piteti 1867                                    |                      |              |

### 4earrondissement
| Localisation                   | Construction                                                                     | Reprises                                                               | Buffet                                                          | Instrument | Illustration |
| ------------------------------ | -------------------------------------------------------------------------------- | ---------------------------------------------------------------------- | --------------------------------------------------------------- | --- | ------------ |
| Cathédrale Notre-Dame de Paris | François Thierry 1733, François-Henri Clicquot 1784                              | Transformation A.Cavaillé-Coll 1867                                    | Notice no PM75004223 Notice no PM75000685 François Thierry 1731 | Notice no PM75000693 éléments Clicquot & Aristide Cavaillé-Coll Notice no PM75002781 ancienne console Cavaillé-Coll + banc |              |
| Notre-Dame-des-Blancs-Manteaux | Louis Callinet 1841, transfert sur tribune et agrandissement Joseph Merklin 1863 | Reconstruction Alfred Kern 1964                                        | Notice no PM75000898 architectes Varcollier et Baltard 1864     | |              |
| St-Gervais-St-Protais          | Louis Bessart 1758, augmenté par F.H. Clicquot 1766                              | Restaurations Louis Paul Dallery 1843 & Danion 1974                    | Notice no PM75000945                                            | Notice no PM75001007 |              |
| Église Saint-Merri             | François-Henri Clicquot 1781                                                     | Reconstruction A.Cavaillé-Coll 1857, restauration Victor Gonzalez 1947 | Notice no PM75001088 Germain Pillon sculpteur                   | Notice no PM75001125 |              |
| Église Saint-Paul-Saint-Louis  | Pierre-François Dallery 1805, reconstruit Martin 1871                            | Restau. Georges Danion1972, Bernard Dargassies 2005                    | Notice no PM75001132                                            | |              |

### 5earrondissement
| Localisation                       | Construction | Reprises                                                                                    | Buffet                                                                               | Instrument           | Illustration |
| ---------------------------------- | --- | ------------------------------------------------------------------------------------------- | ------------------------------------------------------------------------------------ | -------------------- | ------------ |
| Église du Val-de-Grâce             | Aristide Cavaillé-Coll 1852; relevage et modifications: 1927 Paul-Marie Koenig                                       | Restauration: 1993 François Delangue et Bernard Hurvy, suppression des modifications Koenig |                                                                                      | Notice no PM75001653 |              |
| Chapelle de la Sorbonne            | Pierre-François & Louis-Paul DALLERY 1825                                                                            | état pitoyable 1984 travaux sauvegarde                                                      |                                                                                      | Notice no PM75001728 |              |
| Église Saint-Étienne-du-Mont       | Pierre Pescheur 1633, restauration F.H.Clicquot & Nicolas Somer 1766, transformations Aristide Cavaillé-Coll 1863    | Restaurations: 1975 Danion-Gonzalez, 1991-2002 Bernard Dargassies                           | Notice no PM75001348 sculpteur Jean Buron 1631, non modifié depuis                   | Notice no PM75001363 |              |
| Église Saint-Jacques-du-Haut-Pas   | Jean Langueduhl 1586, plusieurs fois modifié, provenant de St Benoît désaffectée à la Révolution                     | Reconstruction Alfred Kern 1971 dans le buffet ancien                                       | Notice no PM75001365 Claude Delaistre menuisier & Nicolas Somer sculpteur            |                      |              |
| Église Saint-Médard                | Jehan & François de Héman 1650, reconstruction François-Henri Clicquot 1767                                          | Reconstruction Eugène & Édouard Stoltz 1880, restauration Bernard Dargassies 1998           | Notice no PM75001421 Germain Pillon, G.O.1646,pos.1650, ailes concaves Clicquot 1764 | Notice no PM75001440 |              |
| Église Saint-Nicolas-du-Chardonnet | Joseph Merklin & Joseph Gutschenritter 1897 dans buffet d'Oger pour orgue de François Thierry aux Sts Innocents 1723 | Restauré Roethinger & Robert Boisseau 1961, Michel Gaillard 2009                            | Notice no PM75001452                                                                 |                      |              |
| Église Saint-Séverin               | Claude Ferrand 1745, transformation Eugène & John Albert Abbey 1889                                                  | Reconstitution Alfred Kern 1963-82 dans le buffet ancien                                    | Notice no PM75001572 François Dupré menuisier 1745 Jacques-Claude Fichon sculpteur   |                      |              |

### 6earrondissement
| Localisation                                             | Construction                                                                           | Reprises                                                                                  | Buffet                             | Instrument           | Illustration |
| -------------------------------------------------------- | -------------------------------------------------------------------------------------- | ----------------------------------------------------------------------------------------- | ---------------------------------- | -------------------- | ------------ |
| Chapelle de la Congrégation de la Mission des Lazaristes | A.Cavaillé-Coll 1864                                                                   | Composition                                                                               |                                    | Notice no PM75001913 |              |
| Église Saint-Ignace                                      | Loret Hippolyte(Belgique) 1862, reconstruit A.Cavaillé-Coll 1891; réparé Ch.Mutin 1924 | Rest. Haerpfer-Erman1977 (positif neuf); 1998 relevé, réharmonisé Y. Koenig & Ph. Émeriau | Loret                              | Notice no PM75004236 |              |
| Église Saint-Sulpice                                     | François-Henri Clicquot1781, reconstruit Aristide Cavaillé-Coll 1862                   | Restauré Jean Renaud 1991, Jean-Pierre Swiderski 2000                                     | Notice no PM75001821 Chalgrin 1781 | Notice no PM75001873 |              |

### 7earrondissement
| Localisation                     | Construction                                                               | Reprises                                                         | Buffet                                  | Instrument           | Illustration |
| -------------------------------- | -------------------------------------------------------------------------- | ---------------------------------------------------------------- | --------------------------------------- | -------------------- | ------------ |
| Église Saint-Louis des Invalides | Alexandre Thierry 1687, partie instrumentale reconstruite par Gadault 1852 | Restaurations: Beuchet-Debierre 1979, Bernard Dargassies 2003    | Notice no PM75004241 Germain Pilon 1683 | Notice no PM75002089 |              |
| Basilique Sainte-Clotilde        | A.Cavaillé-Coll 1859                                                       | Restaurations: Beuchet-Debierre 1933-62, Bernard Dargassies 2004 |                                         | Notice no PM75001994 |              |
| Hôtel de Béarn                   | Charles Mutin 1906 salle spectacle comtesse Martine de Béhague             | hors état de marche                                              |                                         | Notice no PM75004242 |              |

### 8earrondissement
| Localisation | Construction                | Reprises                                                                 | Buffet                                          | Instrument           | Illustration |
| ------------ | --------------------------- | ------------------------------------------------------------------------ | ----------------------------------------------- | -------------------- | ------------ |
| La Madeleine | Aristide Cavaillé-Coll 1846 | Restaurations: Ets Danion-Gonzalez 1970-83, Bernard Dargassies 1988-2003 | menuisiers Jean-Marie Huvé, Lindemberg, Marneuf | Notice no PM75002541 |              |

### 9earrondissement
| Localisation                 | Construction | Reprises                                                                   | Buffet                                  | Instrument           | Illustration |
| ---------------------------- | --- | -------------------------------------------------------------------------- | --------------------------------------- | -------------------- | ------------ |
| Notre-Dame-de-Lorette        | Vincent & Aristide Cavaillé-Coll 1838, modifié par Eugène & Édouard Stoltz 1868                                             | Reconstitué Haerpfer-Erman 1975                                            |                                         | Notice no PM75002702 |              |
| Saint Eugène & Sainte Cécile | Joseph Merklin & Friedrich Schütze pour l'Exposition universelle de 1855                                                    | Restaurations Dalsbaek (successeur Michel-Merklin&Kuhn à Lyon) 1995 & 2005 | Style néo-gothique, dessiné par Boileau | Notice no PM75002703 |              |
| St-Louis d'Antin             | Aristide Cavaillé-Coll 1858                                                                                                 | Restauré Georges Danion 1973                                               |                                         | Notice no PM75002704 |              |
| La Trinité                   | Aristide Cavaillé-Coll 1868, reconstruit par lui après Commune 1871, modifié Charles Mutin 1901 & Pleyel-Cavaillé-Coll 1934 | Restauré Beuchet-Debierre 1965, Olivier Glandaz 2004                       |                                         | Notice no PM75002706 |              |

### 10earrondissement
| Localisation          | Construction | Reprises                                                     | Buffet                                 | Instrument           | Illustration |
| --------------------- | --- | ------------------------------------------------------------ | -------------------------------------- | -------------------- | ------------ |
| Saint-Laurent         | Reconstructions dans buffet existant: François & Hippolyte Ducastel 1685, F.H.Clicquot & Pierre Dallery 1767, Merklin-Schütze 1867 | Restaurations: Jacquot-Lavergne 1942 Jean RENAUD 1994        | Notice no PM75002715 au titre immeuble |                      |              |
| Saint-Vincent-de-Paul | Aristide Cavaillé-Coll 1852, restauré Georges Danion 1970                                                                          | Relevé Hedelin 1990 - Restauré et réorganisé Dargassies 2009 | Conçu par l'architecte Hittorf         | Notice no PM75002718 |              |

### 13earrondissement
| Localisation                        | Construction                                                                        | Reprises                   | Buffet                               | Instrument           | Illustration |
| ----------------------------------- | ----------------------------------------------------------------------------------- | -------------------------- | ------------------------------------ | -------------------- | ------------ |
| Notre-Dame de la Gare               | Aristide Cavaillé-Coll 1864, modifié Gutschenritter 1928, Haerpfer 1984             | Restau. Daniel Kern 1990   |                                      | Notice no PM75002444 |              |
| Chapelle St Louis de la Salpêtrière | Bridel (compagnon de Deslandes) 1709, reconstruction conservatrice Louis Suret 1861 | Restauré Erwin Müller 1977 | Notice no PM75002312 Fredenucci 1977 | Notice no PM75002313 |              |

### 18earrondissement
| Localisation                          | Construction | Reprises                                              | Buffet                                   | Instrument           | Illustration |
| ------------------------------------- | --- | ----------------------------------------------------- | ---------------------------------------- | -------------------- | ------------ |
| Basilique du Sacré-Cœur de Montmartre | Aristide Cavaillé-Coll 1898 pour Albert de L'Espée, transféré Charles Mutin 1913, restauré Beuchet-Debierre 1959 | Restauré Jean RENAUD 1980, Jean-Pierre Swiderski 2000 | 1913 architecte Magne, sculpteur Buisine | Notice no PM75002501 |              |
| Église Saint-Bernard de la Chapelle   | Aristide Cavaillé-Coll 1862                                                                                      | Restauré Bernard Cogez 2004                           |                                          | Notice no PM75002802 |              |
| Église Saint-Pierre de Montmartre     | Aristide Cavaillé-Coll - Charles Mutin 1868                                                                      | Composition                                           | Notice no PM75002524                     |                      |              |

### 20earrondissement
| Localisation                           | Construction                      | Reprises                                        | Buffet | Instrument           | Illustration |
| -------------------------------------- | --------------------------------- | ----------------------------------------------- | ------ | -------------------- | ------------ |
| Notre-Dame-de-la-Croix de Ménilmontant | Aristide Cavaillé-Coll 1874       | Restauré Erwin Müller 1955 Daniel Birouste 1990 |        | Notice no PM75002528 |              |
| Saint Germain-de-Charonne              | Louis Suret & son fils, vers 1850 | Restauré Jean-Pascal Villard 2005               |        | Notice no PM75002803 |              |

## Sources
- Base Palissy des Monuments historiques de France
- Béatrice de Andia, Jean-Louis Coignet, Michel Le Moël, Les Orgues de Paris, Action Artistique de la Ville de Paris  (ISBN 2-913246-54-0)